# Goașele, Alba
Goașele este o localitate componentă a orașului Cugir din județul Alba, Transilvania, România.